# جب العلي
جب العلي قرية سوريّة تتبع إداريّاً لمحافظة حلب منطقة السفيرة ناحية خناصر، بلغ تعداد سكانها 112 نسمة حسب التعداد السكاني لعام 2004.